# Edward Neville Clarke
Edward Neville Clarke, britanski general, * 1900, † 1975.